# Genilson da Rocha Santos
Genilson da Rocha Santos (* 1. Dezember 1971 in Euclides da Cunha) ist ein ehemaliger brasilianischer Fußballspieler.

## Karriere
Genilson begann seine Karriere 1992 bei Grêmio Esportivo Novorizontino. 1995 wechselte er zum Erstligisten CR Vasco da Gama. 1996 unterschrieb er einen Vertrag beim portugiesischen Zweitligisten União Madeira. 1997 kehrte er nach Brasilien zurück und unterschrieb einen Vertrag bei CR Bragantino. 1999 wechselte er zum japanischen Zweitligisten Kawasaki Frontale. 1999 feierte er mit dem Verein die Zweitligameisterschaft und den Aufstieg in die erste Liga. Von 2000 bis 2002 war er außerdem noch bei den Vereinen Mirassol FC, Comercial FC (Ribeirão Preto) und AE Araçatuba unter Vertrag. 2002 wechselte er zum chinesischen Wuhan Optics Valley FC.

## Erfolge
Kawasaki Frontale
- Japanischer Zweitligameister: 1999